# OSSA 175 Sport
|  | «OSSA 175» redirigeix aquí. Vegeu-ne altres significats a «OSSA 175 GT». |

L'OSSA 175 Sport fou un model de motocicleta de turisme fabricat per OSSA entre 1964 i 1972. Es tractava de la primera extrapolació de la 160, un model creat per l'italià Sandro Colombo tot just un any abans que havia inaugurat l'era dels "motors Colombo", ja que tots els nous models d'OSSA van fer servir aquesta tecnologia des d'aleshores.
La 175 Sport fou la primera creació d'Eduard Giró com a cap de prototips d'OSSA, càrrec que havia assumit aquell mateix 1964 en acabar els seus estudis universitaris. Fou la primera motocicleta de dos temps esportiva de la marca catalana i es va fabricar en dues versions consecutives, totes dues amb les següents característiques generals: motor de dos temps monocilíndric de 174,77 cc refrigerat per aire, bastidor de doble bressol i amortidors de forquilla convencional davant i telescòpics darrere.

## Història
El 1960, OSSA va llançar la 175 GT, un model que va causar sensació pel fet inusual del seu motor, de quatre temps en comptes de dos (un tipus de motor, aquest, hegemònic aleshores al mercat espanyol). Dissenyada per Sandro Colombo, l'OSSA 175 GT duia un motor fabricat sota llicència de Moto Morini però, tot i la seva excel·lència tècnica, no va reeixir comercialment pel fet del seu preu elevat i l'exotisme dels "quatre temps" a l'època. El 1963, la moto es va deixar de fabricar en favor d'un nou model, dissenyat també per Colombo, ara amb un motor de dos temps nou de trinca: l'OSSA 160. El seu innovador i versàtil motor va representar un punt d'inflexió dins la història de la marca, fins al punt que tots els desenvolupats des d'aleshores es basaren en aquest, que ha passat a la història d'OSSA com al "motor Colombo".
El 1964, el fill del propietari d'OSSA Manuel Giró, Eduard ("El Tècnic"), tot just llicenciat en enginyeria a la Universitat, va entrar al departament de prototips de l'empresa. Aquest fet va coincidir, casualment, amb la contractació per part d'Innocenti de Sandro Colombo, cosa que va posar fi a l'habitual col·laboració de l'italià amb OSSA com a consultor extern. En aquells moments, en què la casa catalana estava iniciant una nova etapa d'expansió i èxit comercial gràcies a la 160, Eduard va acabar de decantar OSSA cap al vessant esportiu tot potenciant els models de competició, tant de carretera com de fora d'asfalt, i apostant per l'exportació als Estats Units. La primera actualització de gamma que va dur a terme Eduard Giró va tenir a veure amb la 160, la cilindrada de la qual va apujar a 174,77 cc i va poder obtenir així una potència de 19 CV a 7.200 rpm. Aquella nova moto, comercialitzada amb el nom d'OSSA 175 Sport, assolia una velocitat punta de 136 km/h i esdevenia, doncs, una alternativa als models equivalents de Bultaco (la Metralla) i Montesa (la Impala Sport).
Sobre la base de la 175 Sport, OSSA va començar a treballar en els seus primers prototips de motocicleta de fora d'asfalt. El 1965, l'empresa en va presentar al Saló de Milà les primeres versions Scrambler i Trial, tot i que no es van arribar a produir. A més, la 175 Sport fou la base per a la futura ampliació de la gamma d'asfalt d'OSSA. Poc després del seu llançament, Giró en creà una versió encara més esportiva, la 175SE i pocs anys més tard, encara n'apujà la cilindrada dues vegades més, una per a crear la 230 Sport (1966) i la segona per a la 250 Sport (1969), aquesta darrera, amb 26 CV, una de les 250cc més reeixides del mercat europeu. A més, l'any de l'aparició de la 230, OSSA llançà les noves Enduro, Stiletto i Pluma, aquestes sí que portades a la producció, que varen ser el punt de partida per al seu creixement en el segment del fora d'asfalt i l'orientació al mercat nord-americà.

## Versions

### Llista de versions produïdes
| Versió                    | Cilindrada                | Id. Model                 | Anys                      | Núm. Sèrie                | Unitats | Pintura dipòsit                   |
| ------------------------- | ------------------------- | ------------------------- | ------------------------- | ------------------------- | ------- | --------------------------------- |
| 175Sport                  | 175 cc                    | B15                       | 1964 - 1965               | B150001                   | 4.400   | Gris amb franja interior negra    |
| 175SE                     | 175 cc                    | B15                       | 1965 - 1972               | B154401                   | 3.000   | Gris amb franja interior vermella |
| Total d'unitats produïdes | Total d'unitats produïdes | Total d'unitats produïdes | Total d'unitats produïdes | Total d'unitats produïdes | 7.400   |                                   |

### 175Sport
Fitxa tècnica
| OSSA 175 Sport | OSSA 175 Sport                 | OSSA 175 Sport |
| --- | ------------------------------ | -------------- |
| Id. Model | B15                            |                |
| Núm. Sèrie | B150001                        |                |
| Anys | 1964 - 1965                    |                |
| CC | 174,77                         |                |
| Diàmetre x Carrera | 60,9 x 60 mm                   |                |
| Compressió | 11:1                           |                |
| CV | 19 a 7.200 rpm                 |                |
| Carburador | Amal 27 mm                     |                |
| Canvi | 4 velocitats                   |                |
| Suspensió davant | Forquilla telescòpica          |                |
| Suspensió darrera | Amortidors hidràulics Telesco  |                |
| Pneumàtic davant | 2,75 x 18                      |                |
| Pneumàtic darrera | 2,75 x 18                      |                |
| Frens davant | Tambor 158 mm                  |                |
| Frens darrera | Tambor 158 mm                  |                |
| Pes en sec | 94 Kg                          |                |
| Capacitat dipòsit | 15 l                           |                |
| Pintura dipòsit | Gris amb franja interior negra |                |
| \| • Altres \| \| ----------------------------------------------------------------------------- \| \| - Encesa: Volant magnètic - Velocitat màxima: 136 km/h - Consum: 3,9 l/100 km \| |                                |                |
| • Altres |                                |                |
| - Encesa: Volant magnètic - Velocitat màxima: 136 km/h - Consum: 3,9 l/100 km |                                |                |

### 175SE
Fitxa tècnica
| OSSA 175 SE | OSSA 175 SE                       | OSSA 175 SE |
| --- | --------------------------------- | ----------- |
| Id. Model | B15                               |             |
| Núm. Sèrie | B154401                           |             |
| Anys | 1965 - 1972                       |             |
| CC | 174,77                            |             |
| Diàmetre x Carrera | 60,9 x 60 mm                      |             |
| Compressió | ?                                 |             |
| CV | 21 a 7.200 rpm                    |             |
| Canvi | 4 velocitats                      |             |
| Suspensió davant | Forquilla telescòpica             |             |
| Suspensió darrera | Amortidors hidràulics             |             |
| Pneumàtic davant | 2,75 x 18                         |             |
| Pneumàtic darrera | 2,75 x 18                         |             |
| Frens davant | Tambor 158 mm                     |             |
| Frens darrera | Tambor 158 mm                     |             |
| Pes en sec | 94 Kg                             |             |
| Capacitat dipòsit | 15 l                              |             |
| Pintura dipòsit | Gris amb franja interior vermella |             |
| \| • Altres \| \| ------------------------------------------------------ \| \| - Encesa: Volant magnètic - Velocitat màxima: 140 km/h \| |                                   |             |
| • Altres |                                   |             |
| - Encesa: Volant magnètic - Velocitat màxima: 140 km/h                                                                                   |                                   |             |